# اتو وولر
اتو وولر (به آلمانی: Otto Wöhler) (۱۲ ژوئیه ۱۸۹۴ - ۵ فوریه ۱۹۸۷) یک نظامی آلمانی در دوره رایش سوم و از فرماندهان یگان‌های مختلف ورماخت در جنگ جهانی دوم بود.

## جنگ جهانی دوم
وی از اکتبر ۱۹۴۰ تا می ۱۹۴۲ رئیس ستاد ارتش یازدهم به فرماندهی اریش فن مانشتاین بود. وی در این سمت با گروه دی آینزاتس‌گروپن به فرماندهی اوتو اولندرف همکاری می‌کرد. سپس به ریاست ستاد گروه ارتش مرکز به فرماندهی گونتر فن کلوگه منصوب شد. از فوریه تا اوت ۱۹۴۳ فرمانده سپاه ۱ و سپس از اوت ۱۹۴۳ تا دسامبر ۱۹۴۴ فرمانده ارتش هشتم ورماخت شد. وی در دسامبر ۱۹۴۴ فرمانده گروه ارتش جنوب شد.

## محاکمه
وولر پس از جنگ، توسط متفقین مورد بازجویی قرار گرفت. اتهام او ارتباط با گروه‌های آینزاتس‌گروپن و همکاری با آنان در زمان ریاست ستاد ارتش یازدهم ورماخت بود. وی در دادگاه فرماندهی عالی در نورنبرگ محاکمه شد. وی در دادگاه داشتن هرگونه اطلاعات درباره فعالیت‌های آینزاتس‌گروپن یا همکاری با آنان را تکذیب کرد. وولر در نهایت در اکتبر ۱۹۴۸ به ۸ سال زندان محکوم شد اما در فوریه ۱۹۵۱ آزاد شد.